# Emil Almén
Lars Emil Almén, född 30 juni 1980 i Sala, är en svensk skådespelare.

## Biografi
Almén utbildade sig vid Skara Skolscen 1999–2000 och Teaterhögskolan i Stockholm 2002–2006. Han har varit verksam vid Stockholms Stadsteater, Uppsala Stadsteater, Riksteatern och Teater Västmanland.
År 2011 mottog Almén Vilhelm Moberg-stipendiet och 2015 stipendiet Bernadotte Art Award.

## Filmografi
- 2005 – Coachen (TV-serie)
- 2006 – Göta kanal 2 – kanalkampen
- 2006 – Om Gud vill
- 2007 – En riktig jul (TV-serie) (julkalendern)
- 2007 – Elvismackan (kortfilm)
- 2008 – Svensson Svensson (TV-serie)
- 2008 – Oskyldigt dömd (TV-serie)
- 2008 – August (TV-serie)
- 2008 – Valborg (kortfilm)
- 2008 – Livet i Fagervik (TV-serie)
- 2009 – De halvt dolda (TV-serie)
- 2009 – Män som hatar kvinnor
- 2009 – Vägen hem
- 2009 – Johan Falk – Leo Gaut
- 2010 – Beck – Levande begravd
- 2010 – Yoghurt (novellfilm)
- 2010 – Dubbelliv (TV-serie)
- 2011 – Medan allt annat händer
- 2011 – Jag är konstnär
- 2011 – Bibliotekstjuven (TV-serie)
- 2012 – Jungfrufärd
- 2012 – Torka aldrig tårar utan handskar (TV-serie)
- 2012 – De fem legenderna (röst som Beck Svart)
- 2013 – Tragedi på en lantkyrkogård
- 2013 – Fröken Frimans krig (TV-serie)
- 2013–2014 – Äkta människor (TV-serie)
- 2015 – Jordskott (TV-serie)
- 2016 – Maria Wern – Smutsiga avsikter
- 2017 – Tinkas juläventyr (röst som Fileas)
- 2018 – De dagar som blommorna blommar (TV-serie)
- 2018 – Christoffer Robin & Nalle Puh (röst som Christoffer Robin)
- 2019 – Tinka och Kungaspelet (röst som Fileas)
- 2019 – Allt jag inte minns (TV-serie)
- 2020 – Gåsmamman (TV-serie) (Kevin)
- 2020 – Maskineriet (TV-serie)
- 2020 – Själen (röst som Månvind)
- 2020 – Morden i Sandhamn (TV-serie)
- 2020 – Ambassadören (TV-serie)
- 2021 – Knackningar
- 2021 – Dancing Queens
- 2021 – Zebrarummet (TV-serie)
- 2021 – Gåsmamman (TV-serie)
- 2021 – Den osannolika mördaren (TV-serie)
- 2021 – En kunglig affär (TV-serie) –  Tage Erlander
- 2022 – En dag kommer allt det här bli ditt
- 2025 – Glaskupan (TV-serie)
- 2025 – Vi dör i natt

## Teater

### Roller (ej komplett)
| År   | Roll                     | Produktion                                                                    | Regi                           | Teater                   |
| ---- | ------------------------ | ----------------------------------------------------------------------------- | ------------------------------ | ------------------------ |
| 2006 |                          | Rikard III (The Life and Death of King Richard the Third) William Shakespeare | Linus Fellbom                  | Riksteatern              |
| 2007 |                          | Franziska Frank Wedekind                                                      | Carolina Frände                | Uppsala stadsteater      |
| 2008 | Kapten Gonzales          | Zorro Erik Norberg                                                            | Alexander Öberg                | Uppsala stadsteater      |
| 2008 |                          | Tjuven Göran Tunström                                                         | Linus Tunström                 | Uppsala stadsteater      |
| 2008 |                          | Hemligheter Maja Spasova                                                      | Emil Almén                     | Uppsala stadsteater      |
| 2008 |                          | Rigoletto/Djurisk åtrå Francesco Maria Piave                                  | Mellika Melouani Melani        | Uppsala stadsteater      |
| 2009 |                          | Soundtrack of your life                                                       | Linus Tunström Tomas Alfredson | Uppsala stadsteater      |
| 2009 | Helge Fossmo             | Knutby Malin Lagerlöf                                                         | Eva Dahlman                    | Uppsala stadsteater      |
| 2009 | Gunnar Sträng Olof Palme | Palme Carolina Frände m. fl.                                                  | Carolina Frände                | Uppsala stadsteater      |
| 2009 |                          | Den metrosexuelle mannen Emil Almén                                           | Emil Almén                     | Uppsala stadsteater      |
| 2011 | Louis Ironson            | Angels in America Tony Kushner                                                | Eva Dahlman                    | Stockholms stadsteater   |
| 2015 | Tomas Stockmann          | Folkets fiende (En folkefiende) Henrik Ibsen                                  | Dritëro Kasapi                 | Malmö Stadsteater        |
| 2016 | Stefano                  | Lampedusa Anders Lustgarten                                                   | Dritëro Kasapi                 | Kulturhuset Stadsteatern |
| 2016 | Mercutio                 | Romeo och Julia (The Tragedy of Romeo and Juliet) William Shakespeare         | Linus Tunström                 | Kulturhuset Stadsteatern |
| 2017 | Roy Mark Pete            | Fun Home Lisa Kron och Jeanine Tesori                                         | Carolina Frände                | Kulturhuset Stadsteatern |
| 2018 | Isaac                    | Onåd (Disgraced) Ayad Akhtar                                                  | Dritëro Kasapi                 | Kulturhuset Stadsteatern |
| 2018 | Olesén m.fl              | Krilon Eyvind Johnson                                                         | Carolina Frände                | Kulturhuset Stadsteatern |
| 2022 |                          | Lehmantrilogin (Qualcosa sui Lehman) Stefano Massini                          | Carolina Frände                | Kulturhuset Stadsteatern |
| 2024 | Franklin M. Hart, Jr     | 9 to 5 Patricia Resnick och Dolly Parton                                      | Farnaz Arbabi                  | Uppsala stadsteater      |

### Fotnoter
1. 1 2  ”Emil Almén - SFdb”. http://www.svenskfilmdatabas.se/sv/item/?type=person&itemid=332216. Läst 3 november 2021.
2. ↑  ”Emil Almén”. Stockholms Stadsteater. http://www.stadsteatern.stockholm.se/medverkande/medverkande.asp?id=4413. Läst 20 september 2012.
3. ↑  ”EMIL ALMÉN – AGENT & MANAGEMENT GROUP”. Arkiverad från originalet den 7 december 2021. https://web.archive.org/web/20211207124843/http://www.agentmanagement.se/skadespelare/men/emil-almen-3/. Läst 3 november 2021.
4. ↑  ”Skådespelare Emil Almén – TeaterAlliansen”. https://teateralliansen.se/skadespelare/emil-almen/. Läst 3 november 2021.
5. ↑  Riksteatern (22 september 2006). ”Rikard Wolff gör Rikard III på Riksteatern”. Pressmeddelande.  Läst 5 december 2021.
6. ↑  ”Fun Home”. Kulturhuset Stadsteatern. Arkiverad från originalet den 28 oktober 2016. https://web.archive.org/web/20161028025654/http://kulturhusetstadsteatern.se/Teater/Pjaser/2017/Fun-Home/. Läst 27 oktober 2016.